# Tomaso Alcaide
Tomaso Alcaide (Estremoz, Portugal, 16 de febrer de 1901 - Lisboa, 7 de novembre de 1967) fou un tenor portuguès.

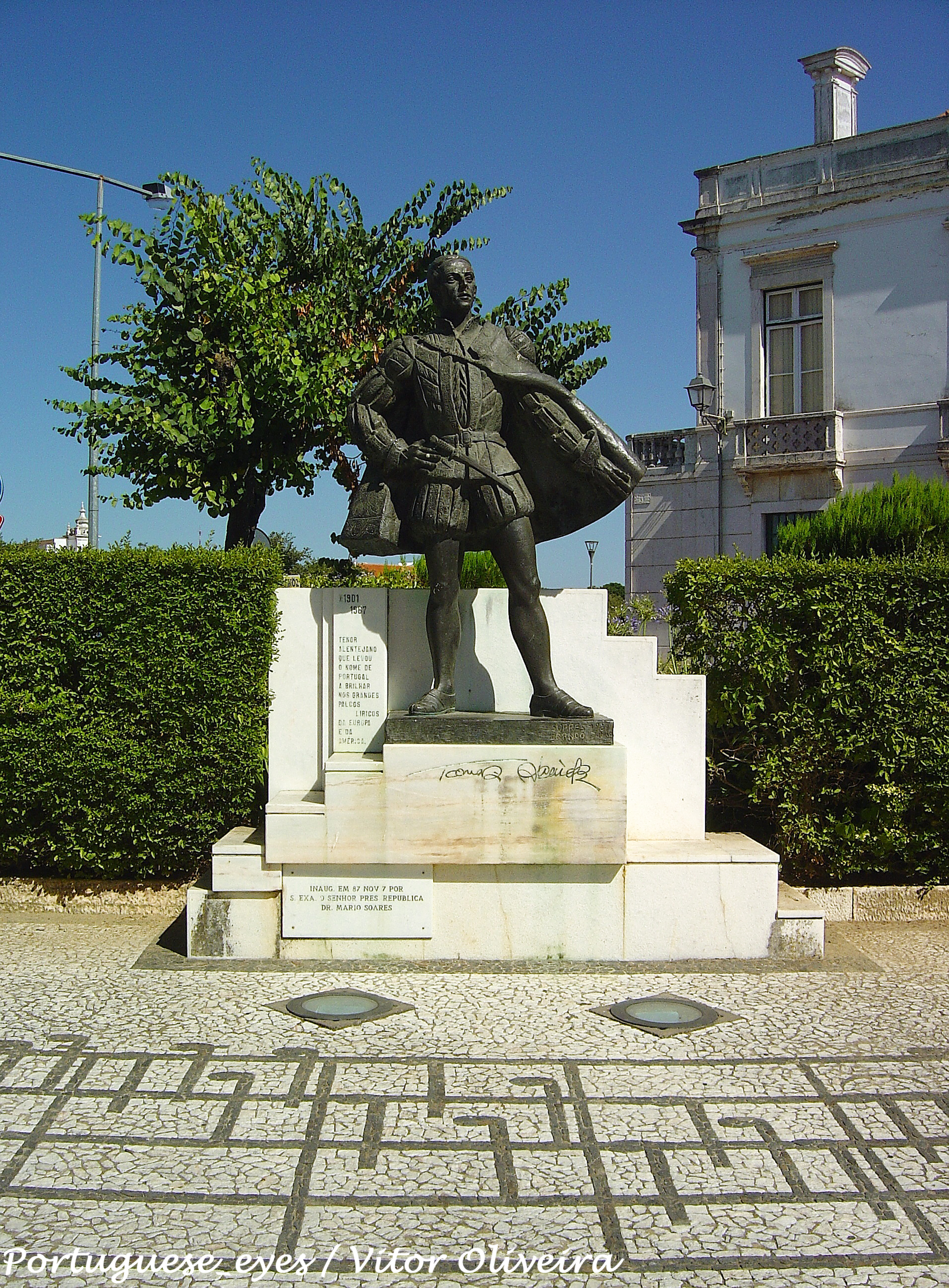
Estàtua de Tomaso Alcaide a Estremoz

Després d'una estada a l'Acadèmia Militar de Lisboa, va iniciar estudis de medicina a la Universitat de Coïmbra. Paral·lelament, es va formar en cant amb Alberto Sarti i posteriorment va rebre classes de perfeccionament amb Francisco Coutinho i Eugenia Mantelli a Lisboa. L'any 1925, va viatjar a Milà per continuar els seus estudis amb Fernando Ferrara. La seva carrera operística va començar el 1924, quan va debutar al Teatre San Carlo de Lisboa interpretant el paper del Duc a Rigoletto. El seu debut italià va tenir lloc l'any següent, al Teatre Carcano de Milà, on va encarnar Wilhelm Meister a l'òpera Mignon d'Ambroise Thomas. Va actuar en destacats teatres d’Itàlia i en prestigiosos escenaris internacionals com l’Òpera de París, l’Òpera de Viena i l’Òpera de Zúric. També va portar la seva veu a teatres de Riga, Hèlsinki, Lisboa i Porto. Fora d’Europa, es va presentar a l’Òpera de Madrid, així com a importants cases d’òpera nord-americanes, incloent-hi les de Boston, Chicago i Nova York. A més, va tenir actuacions notables a l’Òpera de Rio de Janeiro.
La Temporada 1930-1931 va cantar al Gran Teatre del Liceu de Barcelona.

Va conèixer Asta-Rose Alcaide (1922-2016) en una trobada al Teatre Municipal de São Paulo quan ja era famós. Es van casar el 1941 i es van traslladar a l’Argentina, però durant la Segona Guerra Mundial van tornar a Portugal. Allà, Asta-Rose va treballar a l’Ambaixada dels Estats Units i tots dos van contribuir intensament al desenvolupament cultural europeu, mentre Asta-Rose enriquia els seus coneixements en música clàssica.